# Jaxu
Jaxu (baskisch Jatsu) ist eine französische Gemeinde mit 210 Einwohnern (Stand 1. Januar 2022) im Département Pyrénées-Atlantiques der Region Aquitanien. Sie gehört zum Kanton Montagne Basque (bis 2015: Kanton Saint-Jean-Pied-de-Port). Die Einwohner nennen sich Jatsuar.

## Geografie
Das Dorf Jaxu im Pays de Cize in der baskischen Provinz Nieder-Navarra liegt in den französischen Pyrenäen. Durch die D22 ist Jaxu an das Netz der Départementsstraßen angeschlossen. Frühere Ortsnamen waren Jacsu, Jassu (beide um 1249), Jadssu (1347) und Jaxou (1703).

## Wappen
Beschreibung: In Gold und Silber geteilt; oben ein laufender schwarzer Bär und unten ein grüner Busch mit sechs gestreuten blauen Blüten.

## Bevölkerungsentwicklung
| Jahr      | 1962 | 1968 | 1975 | 1982 | 1990 | 1999 | 2007 |
| --------- | ---- | ---- | ---- | ---- | ---- | ---- | ---- |
| Einwohner | 230  | 200  | 187  | 181  | 179  | 166  | 149  |

## Wirtschaft
Die Rebflächen um Jaxu gehören zum Weinbaugebiet Irouléguy.

## Sehenswürdigkeiten
- zwei Bauernhöfe aus dem 17. Jahrhundert und einer aus dem Jahr 1715
- Saint-François-Xavier, eine im 20. Jahrhundert erbaute Kirche